# Saturn V
El Saturn V fou un coet d'un sol ús de múltiples trams i de combustible líquid utilitzat en el programes Apollo i Skylab de la NASA. El seu disseny estigué a càrrec de Wernher von Braun al Marshall Space Flight Center (Centre de vol espacial Marshall) i els seus principals constructors foren Boeing, North American Aviation, Douglas Aircraft Company i IBM. Fou el més gran de la família de coets Saturn. Era un coet homologat per a vols tripulats.
En els seus vols el Saturn V consta de tres trams: el primer tram S-IC, el segon S-II i S-IVB com últim tram. En els tres es feia servir oxigen líquid (LOX) com a oxidant. Al primer tram es feia servir RP-1 (querosè altament refinat) com a combustible, mentre que els altres dos trams utilitzaven hidrogen líquid (LH2). En una missió, de mitjana, el coet funcionava durant uns 20 minuts.
La NASA llançà tretze coets Saturn V entre el 1967 i el 1973 sense cap pèrdua de càrrega útil, tot i que els Apollo 6 i Apollo 13 tingueren problemes de motors. La principal càrrega per aquests coets foren les naus Apollo que portaren els astronautes de la NASA a la Lluna.
També fou utilitzat per llançar l'estació espacial Skylab, però el projecte per utilitzar-lo com vehicle llançador per sondes a Mart fou cancel·lat.

## Rerefons
Al començament dels anys 1960, la Unió Soviètica liderava la carrera espacial contra els Estats Units. El 1957 els soviètics van llançar el Spútnik 1, el primer satèl·lit artificial. I el 12 d'abril de 1961, Iuri Gagarin va ser la primera persona a viatjar a l'espai.
El 25 de maig de 1961, el President Kennedy va anunciar que el país intentaria enviar un home a la Lluna abans del final de la dècada. En aquest moment, l'única experiència que els Estats Units tenia amb el vol espacial tripulat eren els 15 minuts d'Alan Shepard en el vol suborbital del Freedom 7. Cap coet del món podria llançar un vehicle espacial a la Lluna en una peça. El Saturn I va ser desenvolupat però, fins i tot sense volar, i a causa de la seva petita grandària, caldria realitzar diversos llançaments per situar tots els components de la suposada nau lunar.
En un començament, la NASA tenia tres idees principals per a la missió:
- La trobada en òrbita terrestre (o EOR en anglès): Era una idea original de Von Braun i consistia a usar una sèrie de petits coets (la meitat del Saturn V) per anar posant en òrbita sobre la Terra les diferents parts del vehicle lunar. Va ser desestimat a causa del poc temps que tenien per experimentar amb objectes a l'espai i les seves trobades, i no es coneixia si la nau podria ser muntada.
- L’ascens directe (o DA): Proposava usar un coet anomenat Nova que es dirigís directament a la Lluna, que aterrés i després fora de nou llançat fins a la Terra. La idea va ser rebutjada, ja que requeria un coet d'una grandària superior al Saturn V i era impossible que aterrés per després envolar-se.
- La trobada l'òrbita lunar (o LOR): Consistia a transportar la nau fins a la Lluna, i part d'ella aterraria en la superfície lunar, l'altra es mantindria en òrbita lunar per tornar a la Terra.

Encara que la NASA va rebutjar la idea de LOR, va ser finalment la solució escollida, ja que era el mètode més ràpid i senzill per aconseguir la meta que va proposar Kennedy.
Entre 1960 i 1962 el Marshall Space Flight Center (MSFC) va dissenyar els coets que serien usats per a diverses missions, començant pel C-1, que més tard es va transformar en el Saturn I. El coet C-2 no va arribar molt lluny en el seu disseny abans que el MSFC ho abandonés a favor del C-3, que constava de 2 motors F-1 en el primer tram, 4 motors J-2 en la segona i un tram S-IV amb 6 motors RL-10. La NASA va planejar usar aquest coet com a part del concepte de trobada en òrbita terrestre amb almenys quatre o cinc llançaments per a una missió.
No obstant això, el MSFC estava planificant un coet fins i tot major, el C-4. Est usaria la fase S-IVB amb un únic motor J-2. El primer tram consistia en 4 motors F-1; la segona fase era una versió engrandida de la segona fase del C-3. Amb aquest coet només eren necessaris dos vols per a una missió de trobada en òrbita terrestre.
El 10 de gener de 1962, la NASA va anunciar els plans de construir el C-5. Utilitzaria 5 motors F-1 en la seva primera fase, 5 motors J-2 en la segona i una S-IVB com a tercera. Els primers quatre vols serien de proves, comprovant amb èxit els tres trams i incloent una prova de vol al voltant de la Lluna. El primer vol tripulat no seria fins a 1969, encara que al final es va realitzar al desembre de 1968.
A mitjan 1962, la NASA va decidir usar un sistema accelerat de proves, amb els tres trams provats d'una vegada en el primer llançament. Això escurçaria el temps de desenvolupament i proves, però significava que totes les fases devien funcionar a la perfecció. També permetria reduir el nombre de coets de 25 a 15.
El 1963, el C-5 era reanomenat com a Saturn V; els primers motors F-1 de Rocketdyne van començar a ser produïts. El 1966 els F-1 van passar els controls de la NASA per poder ser usats en vols tripulats. Després d'un intens treball de disseny i proves, el 9 de novembre de 1967 el primer Saturn V era llançat amb l'Apollo 4 sense tripulació a bord.

## Tecnologia
El Saturn V és una de les màquines més avançades de la història humana. Amb més de 110 metres d'altura i 10 metres de diàmetre, amb un massa total de gairebé 3.000 tones, podia enviar 118 tones a una òrbita terrestre baixa (OBT). El Saturn V va deixar reduïts, en termes de dimensions i potència, als altres coets que fins avui havien estat llançats amb èxit.
Va ser principalment dissenyat al Marshall Space Flight Center a Alabama encara que molts sistemes importants, inclosa la propulsió, van ser dissenyats per subcontractistes. Usava els nous motors F-1 i J-2 per a la propulsió. Els dissenyadors van decidir ràpidament usar tanta tecnologia del Saturn I com fos possible. D'aquesta forma, la tercera fase S-IVB estava basada en la segona fase S-IV del Saturn I. La unitat d'instruments que controlava el coet compartia característiques amb la qual portava el Saturn I.
El coet constava de tres trams i la unitat d'instruments, que van ser construïdes per diversos contractistes de la NASA. Curiosament, les empreses que van desenvolupar els tres trams formen part de Boeing a través de compres i fusions.
Els tres trams també usaven petits motors de combustible sòlid que ajudaven a la separació de les fases durant el llançament, i per assegurar que els propel·lents líquids estaven en la situació apropiada per ser bombats.
En el cas d'avortar el llançament requerint la destrucció del coet, l'oficial de seguretat enviaria un senyal a unes càrregues explosives unides en la superfície exterior per detonar-les. Això faria talls en els tancs de combustible i oxidant per dispersar-los ràpidament i reduir la barreja. Després la torre de salvament seria disparada per salvar la càpsula amb els astronautes.

### El primer tram: S-IC
El S-IC va ser construït per la companyia Boeing a la Michoud Assembly Facility de Nova Orleans, on més tard s'encarregarien de tancs externs del transbordador espacial. Com en gairebé totes les fases d'un coet, el pes de més de 2.000 tones en l'enlairament corresponia al combustible. Usava per a això un tipus de querosè molt refinat denominat RP-1 i com oxidant, oxigen líquid. Mesurava 42 metres d'alt i 10 metres de diàmetre, i proveïa 33,4 MN d'empenyiment per aconseguir els primers 61 km d'ascens. Dels 5 motors F-1 que disposava, el central era fix, mentre que els 4 exteriors podien ser dirigits per controlar el coet.

#### Fabricació
La Boeing va guanyar el contracte per fabricar el S-IC el 15 de desembre de 1961. Per aquest temps, el disseny general estava a càrrec dels enginyers del MSFC, que van construir els tres primers prototips de prova (models S-IC-T, S-IC-S i S-IC-F) i els dos primers per a vol (S-IC-1 i S-IC-2). La resta va ser construïda per Boeing, trigant entre 7 i 9 mesos en els tancs i uns 14 mesos a finalitzar un tram complet.
Els models S-IC-3 a S-IC-12 van ser usats en les missions Apollo 8 a Apollo 17; el S-IC-13 en la missió del Skylab. Dos més es van construir i al costat dels de prova s'exposen en diferents llocs.

#### Components

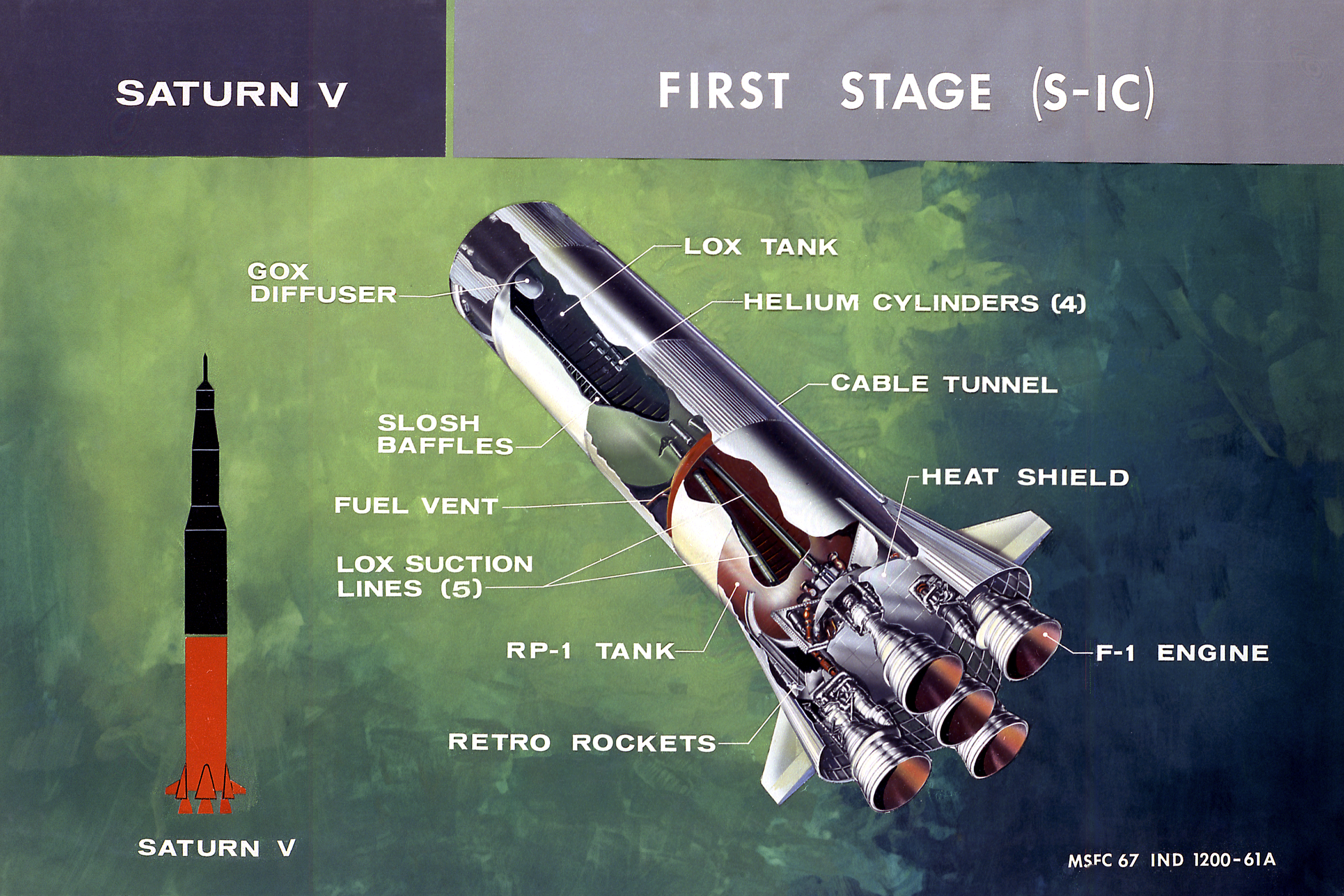
Esquema del tram S-IC.

La part major i més pesant del S-IC era l'estructura dels motors, amb 21 tones. Va ser dissenyat per suportar l'empenyiment dels cinc motors i distribuir-lo uniformement sobre la base del coet. Les quatre ales estabilitzadors que tenia suportaven unes temperatures de 1.100 °C.
Sobre aquesta estructura dels motors hi havia el tanc de combustible. Contenia 770.000 litres d'RP-1. El tanc pesava 11 tones en buit i podia alliberar 7.300 litres per segon. Durant el llançament, el combustible era pressuritzat usant heli, que s'emmagatzemava en uns tancs al costat del tanc d'oxigen líquid.
El tanc d'oxigen líquid (LOX) tenia capacitat per 204.000 litres. Va suscitar problemes especials per als dissenyadors. Les canonades per on havia de sortir l'oxigen fins als motors havien de ser rectes, la qual cosa significava que travessarien el tanc de combustible. Això va significar l'aïllament de les canonades perquè el RP-1 no es congelés i també cinc forats extra en la part superior del tanc de combustible.

### El segon tram: S-II
El S-II va ser construït per North American Aviation (NAA) a Califòrnia. Usava hidrogen líquid (LH2) i LOX amb cinc motors J-2 en la mateixa disposició que els del primer tram. Aquesta segona etapa accelerava al Saturn V amb un empenyiment de 5 Mn. De tot el seu pes en càrrega, el 97% era el combustible.

#### Història
El S-II va néixer el desembre de 1959 quan un comitè va recomanar el disseny i construcció d'un motor d'hidrogen líquid. El contracte per al motor va ser donat a Rocketdyne i s'anomenaria J-2. Alhora, el tram S-II va ser dissenyat: inicialment usaria quatre d'aquests motors i mesuraria 22,5 metres d'altura i 6,5 metres de diàmetre.
El 1961, el MSFC va començar a buscar un contractista per a la construcció del tram. D'una trentena de companyies aeroespacials convidades per projectar els requisits inicials, només 7 van enviar propostes. Al final, l'11 de setembre de 1961 la NAA es va portar el contracte (també guanyaria els contractes per als mòduls de servei i comandament de la nau Apollo).

#### Configuració

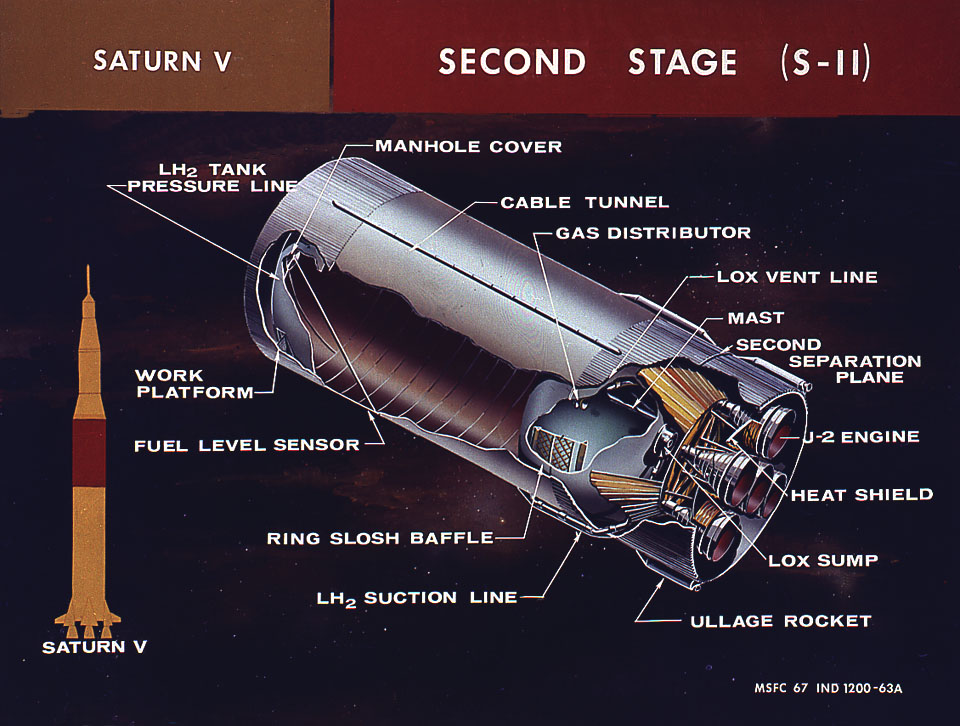
Esquema del tram S-II.

Pesava gairebé 500.000 kg, encara que només era el 3% del tram pròpiament dita, la resta ho constituïa l'oxigen líquid i l'hidrogen líquid. En el fons del tram estava l'estructura d'embranzida, on es recolzaven els cinc motors J-2. El central era fix, mentre que els altres quatre eren dirigibles.
En comptes d'usar una estructura de tancs com la S-IC, la S-II va utilitzar un sistema corrent. Consistia en dues plaques d'alumini separades per una estructura en forma de panell d'abelles fet de fenol. Això havia d'aïllar els 70 °C de diferència entre els dos tancs. També va alleugerir el pes en 3,6 tones.
El tanc de LOX era un contenidor el·lipsoide de 10 m de diàmetre per 6,7 m d'altura. Estava format per 12 seccions triangulars, juntament amb dues peces circulars a dalt i a baix.
D'altra banda, el dipòsit pel LH2 estava format per sis cilindres, cinc d'ells de 2,4 m d'altura i el sisè de només 69 cm. El principal problema en el seu disseny i construcció era l'aïllament. L'hidrogen líquid està a uns 20 °C per sobre del zero absolut, per tant era necessari que l'aïllament funcionés extremadament bé. Les idees inicials no van ser bones, creant borses d'aire entre el tanc i l'aïllament. Al final es va decidir ruixar l'aïllament a mà i llevar l'excés.

### El tercer tram: S-IVB

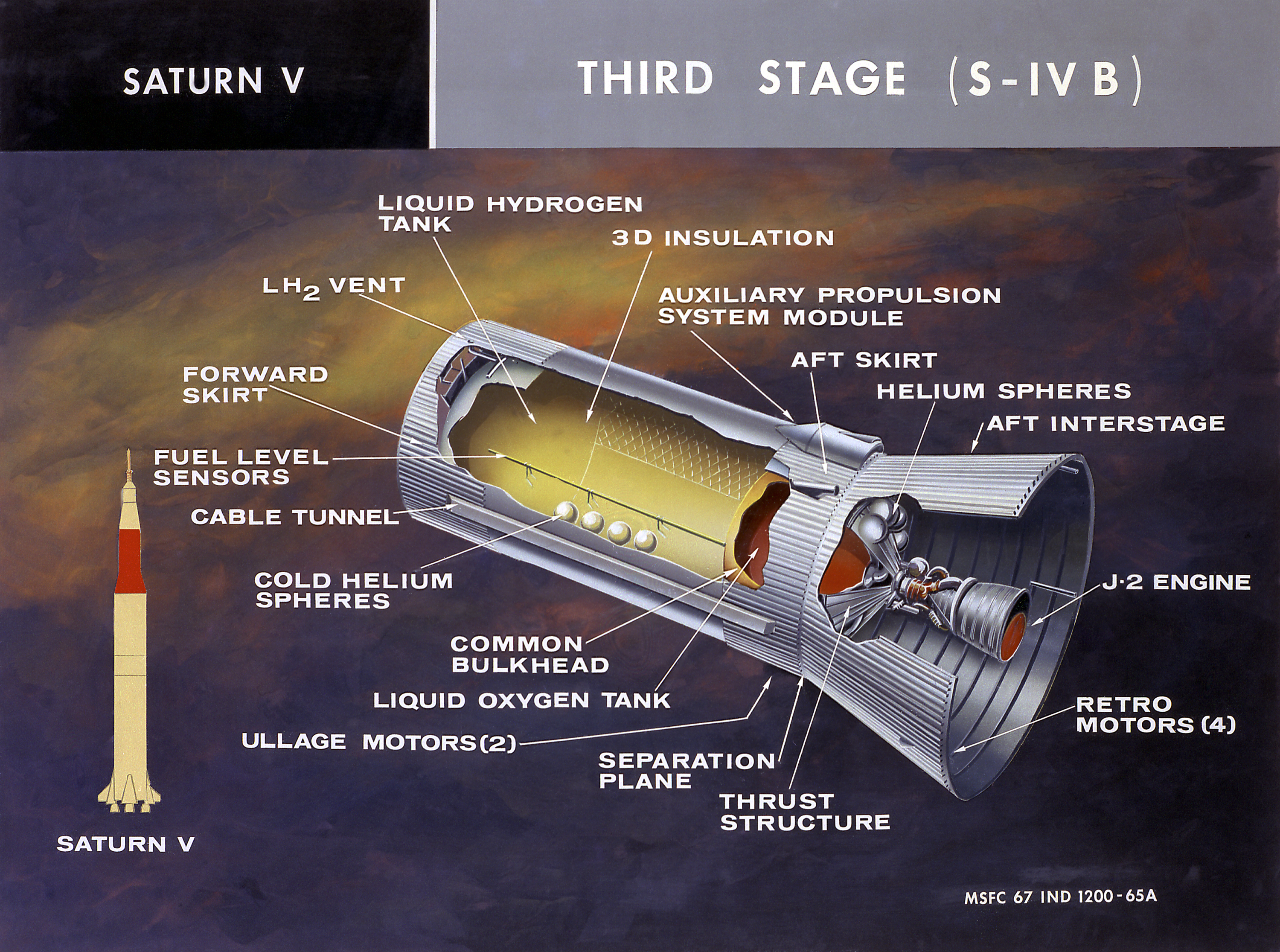
Esquema del tram S-IVB.

La S-IVB va ser muntada per Douglas Aircraft Company en Califòrnia. Tenia un motor J-2 i usava el mateix tipus de combustible que la fase S-II. Aquesta fase es feia servir dues vegades: la primera per entrar en òrbita després de la separació amb l'etapa anterior; i en el viatge lunar per a la maniobra denominada injecció translunar (o TLI en anglès).

#### Història
La S-IVB era una evolució de l'últim tram del Saturn I, la S-IV, i va ser la primera fase del Saturn 5 a ser dissenyada. La S-IV usava sis motors però el mateix tipus de combustible que la S-IVB, LOX i LH2. També era originalment la quarta fase del coet C-4, d'aquí el nom de S-IV.
Onze companyies van enviar propostes per ser la contractista del tram, abans de la data límit, el 29 de febrer de 1960. L'administrador de la NASA, T. Keith Glennan va triar el 19 d'abril a Douglas com a guanyadora.
El MSFC va decidir usar el coet C-5 (posteriorment anomenat Saturn V), que tindria tres trams i utilitzaria una nova versió de la S-IV com a última etapa, la S-IVB. Al mateix temps, es va construir el coet C-IB (Saturn IB) que també usaria la fase S-IVB com la seva segona etapa i podria ser utilitzat per provar les naus Apollo en òrbita terrestre.
La S-IVB portava 72.200 litres d'oxigen líquid (LOX) i 229.000 litres d'hidrogen líquid (LH2). Un S-IVB que no va ser usat va servir com a casc pel Skylab. Durant les missions Apollo 13, Apollo 14, Apollo 15, Apollo 16 i Apollo 17, la fase es llançava contra la superfície lunar per realitzar mesuraments sísmics.

### La unitat d'instruments

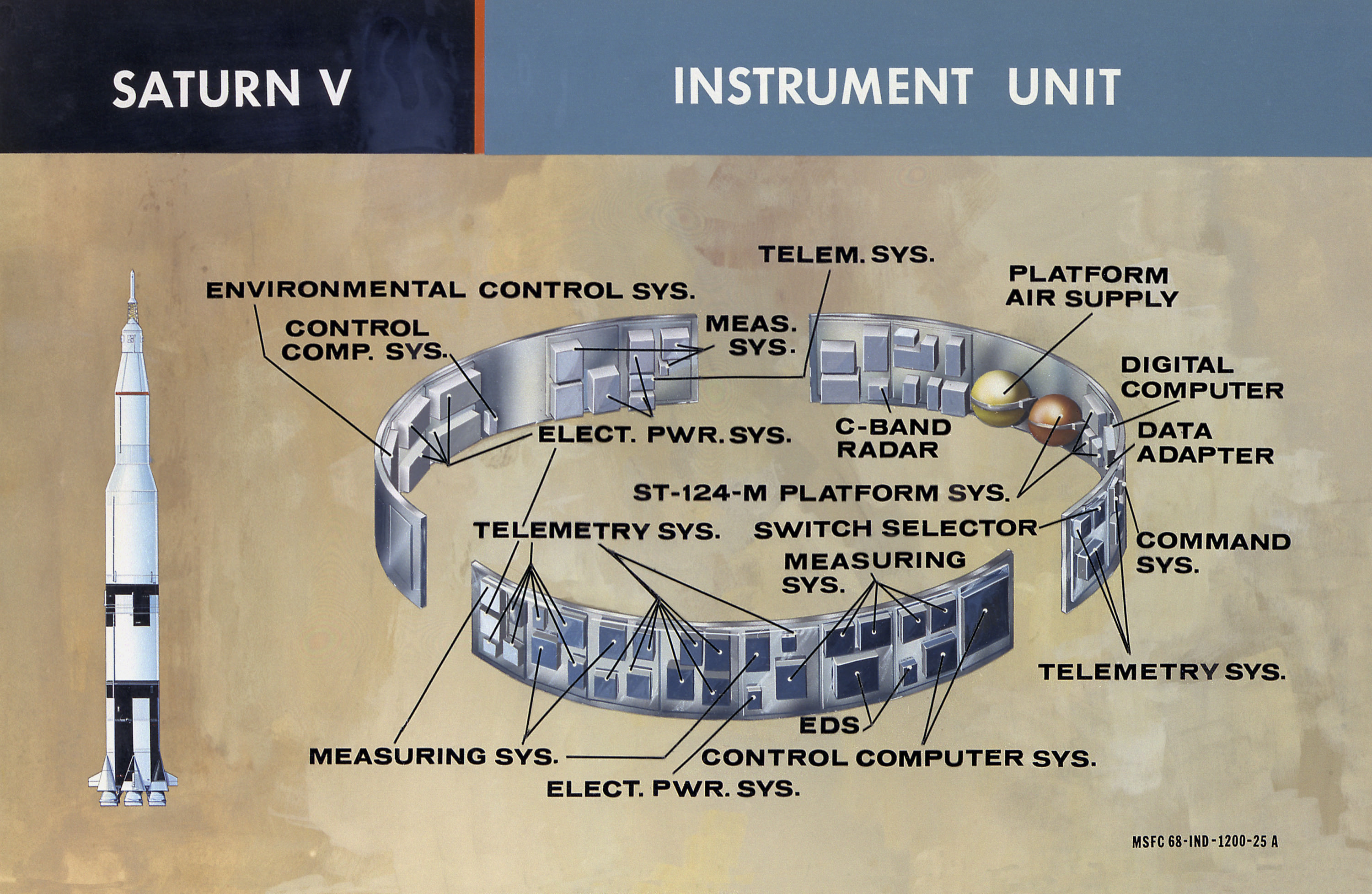
Esquema de la unitat d'instruments.

La unitat d'instruments del Saturn V era una estructura en forma d'anell, de gairebé un metre d'alt, que es fixava damunt de la tercera fase S-IVB. Estava immediatament sota els panells del mòdul de l'adaptador lunar (SLA en anglès) que contenia el mòdul lunar.
En la unitat portava el sistema de guia del coet. Alguns dels aparells electrònics que formaven part eren un ordinador digital, un ordinador de control del vol, el sistema de detecció d'emergència, sistemes de telemetria, etc. Va ser construïda per IBM al Centre de sistemes espacials a Alabama.

## Comparacions
La contrapartida soviètica al Saturn V era el coet N-1. Era de dimensions semblants al Saturn V, però mai va aconseguir realitzar la separació de la primera etapa amb èxit. La decisió d'usar cinc motors de gran potència en la primera fase va resultar ser més segura que els 30 motors petits del N-1.
El Saturn V aconseguia una embranzida màxim de 33,4 MN i portava 118 tones a òrbita baixa terrestre (OBT). Només uns quants coets han pogut desafiar les marques del Saturn V:
- L'Enérguia soviètic tenia major força de propulsió, aconseguint 46 MN d'embranzida i podia portar 175 tones a OBT en la configuració «Vulkan». Mai va volar en aquesta configuració i només va ser llançat un parell de vegades (ambdues amb èxit).
- El transbordador espacial aconsegueix fins a 34,8 MN d'embranzida, encara que la seva càrrega útil per OBT és, excloent la mateixa llançadora, de 28,8 tones.
- El nou Ariane 5, en la seva variant ECA, pot portar 10 tones de càrrega útil fins a òrbita de transferència geoestacionària (OTG).
- El coet Delta IV Heavy, que va llançar un satèl·lit de prova el 21 de desembre de 2004, té una capacitat de 13,1 tones a OTG.
- L'Atlas V (usant motors de disseny rus) aconsegueix portar 25 tones a OBT i una mica més de 13,5 tones a OTG.

## Muntatge

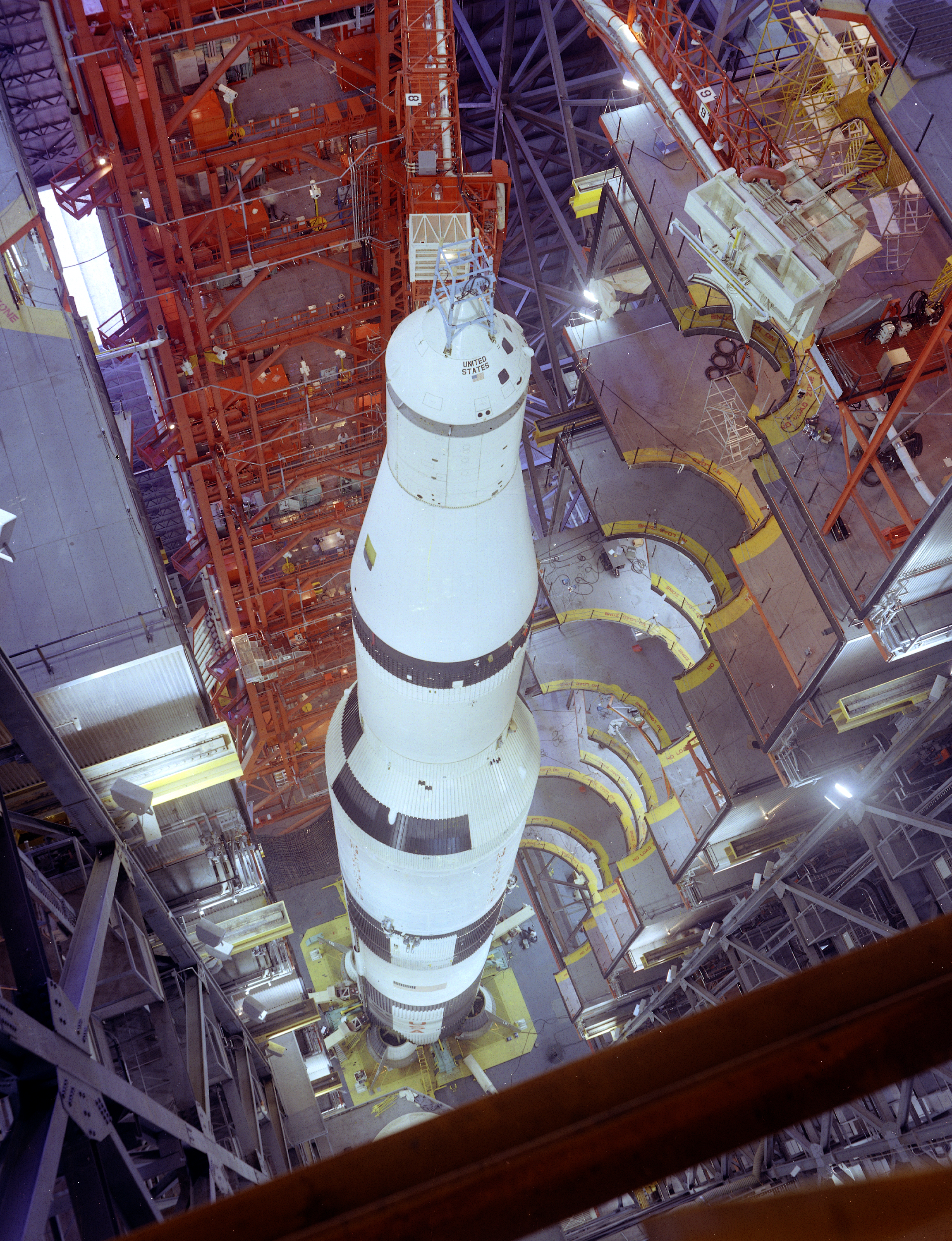
Muntatge del Apollo 4 en el VAB.

Després que una etapa fos completada, era enviada al Centre espacial John F. Kennedy. Les dues primeres fases eren tan grans que l'única manera de transportar-les era en una barcassa. La S-IC, construïda a Nova Orleans, baixava pel riu Mississipi fins al golf de Mèxic. Després envoltava Florida fins a arribar a l'edifici de muntatge vertical (ara anomenat edifici de muntatge de vehicles).
La S-II viatjava des de Califòrnia passant pel Canal de Panamà. El tercer tram i la unitat d'instruments eren més fàcils de transportar: utilitzaven avions Super Guppy i Pregnant Guppy d'Aero Spacelines.
A l'edifici de muntatge vertical (o VAB en anglès), cada fase era revisada abans de la seva col·locació en posició vertical. La NASA també va construir falses estructures que podien ser usades en lloc d'una etapa si aquesta es retardava. Aquestes tenien les mateixes dimensions que les reals.
La NASA va decidir usar una torre de llançament mòbil, emprant un gran vehicle tractor amb erugues per al seu transport. El coet es muntava en la plataforma en el VAB i portava mitjançant el tractor fins a arribar a la zona de llançament, a uns 5 km. A causa de la velocitat del tractor, el recorregut trigava entre 5 i 8 hores. Aquest sistema es va seguir emprant amb els transbordadors espacials.

## Seqüència de llançament en les missions lunars
Les missions lunars, que van usar els coets Saturn V, desenganxaven des del Complex de llançament 39 en el Centre espacial John F. Kennedy (o KSC en anglès). Una vegada que el coet deixava la torre de llançament, el control de la missió es transferia al Lyndon B. Johnson Space Center (JSC) en Houston, Texas.

### Seqüència de la S-IC

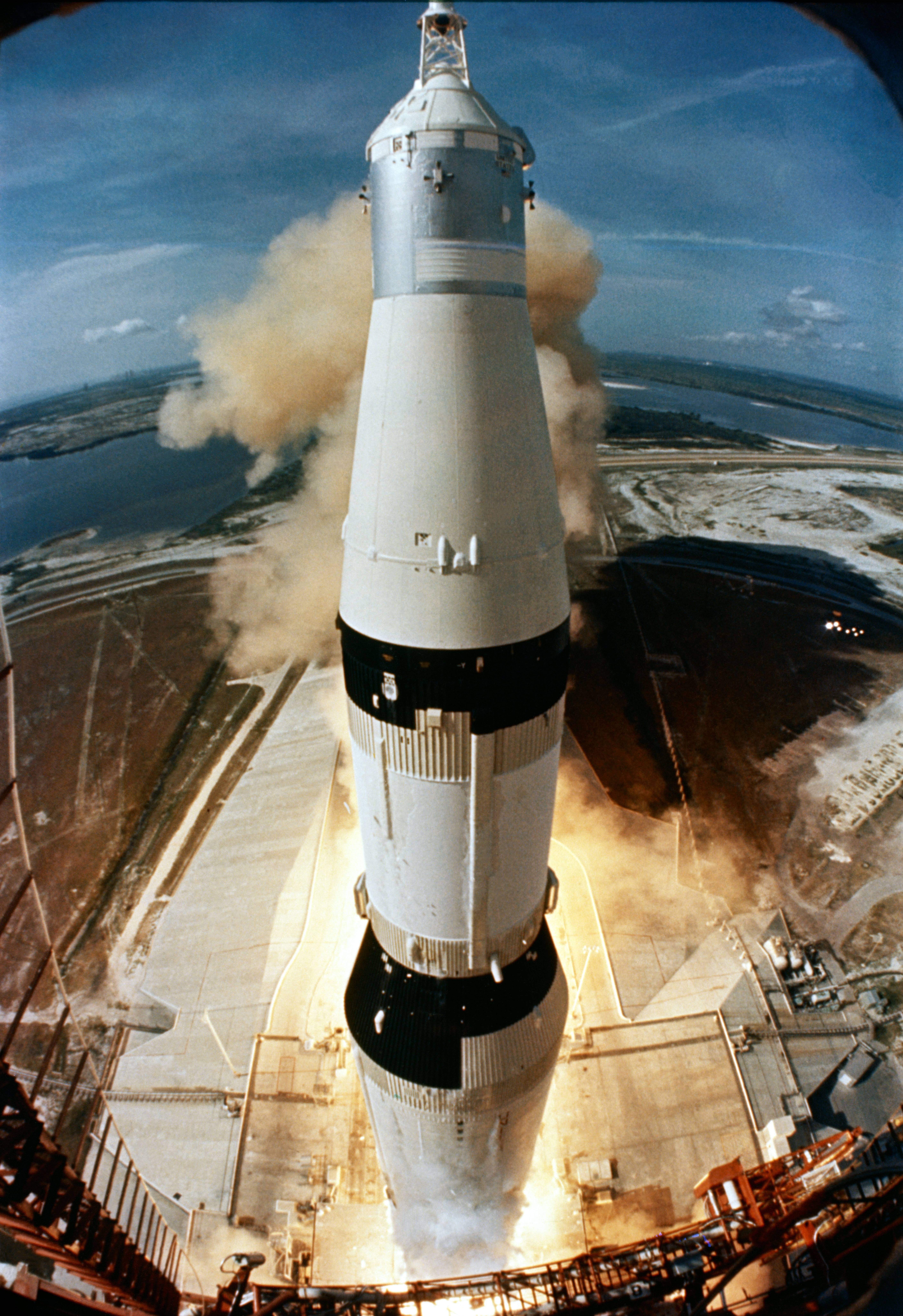
Enlairament de l'Apollo 11

El primer tram funcionava durant dos minuts i mig, alçant al coet a 61 km d'altitud a una velocitat de 8.600 km/h, consumint per a això 2.000 tones de diversos combustibles.
A 8,9 segons abans del llançament, la seqüència d'ignició del primer tram començava. El motor central era el primer a funcionar, seguit pels exteriors cada 300 mil·lisegons per reduir les sobrecàrregues estructurals del coet. Al moment que les computadores internes confirmaven la màxima potència es realitzava un enlairament alliberant al coet suaument en dos moments:
- Primer, els braços que mantenia al Saturn V unit a la plataforma s'alliberaven d'ell, i
- segon, mentre el coet accelerava un sistema de perns ho retenia durant mig segon aproximadament.

Una vegada que el coet realitzava l'enlairament no hi havia una forma segura que retornés a la plataforma en cas de fallada dels motors.
El Saturn V trigava uns 12 segons a deixar enrere la torre. Després d'això, el coet començava a allunyar-se girant per deixar un espai lliure adequat, en cas de vents forts o avaries. A 130 metres d'altitud el coet es preparava per aconseguir l'azimut correcte. A uns 2 km del sòl, la velocitat ha aconseguit els 500 m/s (1.800 km/h).

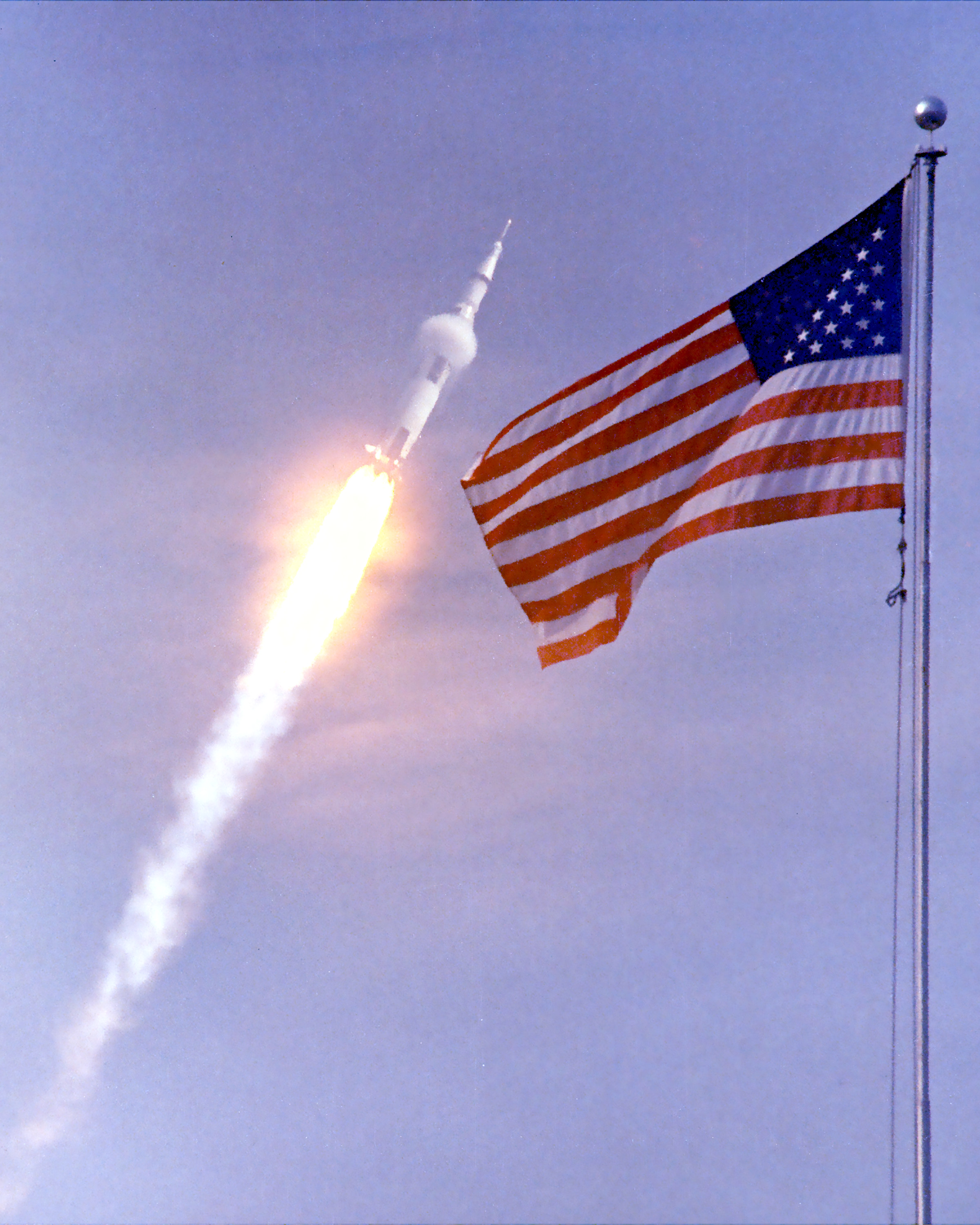
Ona de xoc visible entre les dues primeres etapes.

A uns 80 segons des de l'enlairament, el coet aconsegueix el punt del vol amb pressió màxima dinàmica (Max Q). La pressió dinàmica d'un coet és proporcional a la densitat de l'aire sobre el coet i el quadrat de la velocitat. Encara que la velocitat augmenti, la densitat atmosfèrica disminueix amb l'altitud i en aquest moment és visible l'ona de xoc.
Als 135,5 segons, el motor central s'apagava per reduir la tensió del coet. El motor F-1 no era regulable, així que era el mètode més senzill. La tripulació també experimentava la seva major acceleració, 4 g (39 m/s²), just abans que la primera fase es tallés. Els altres motors continuarien fins que els sensors avisessin de la fi de combustible (carburant) o de l'oxidant (comburent).
600 mil·lisegons després del tall dels motors, el primer tram se separava amb l'ajut de vuit retrocoets. Això ocorria a una altitud aproximada de 62 km. El primer tram continuava fins a una altura de 110 km, caient més tard a l'oceà Atlàntic a uns 560 km de la plataforma d'enlairament.

### Seqüència de la S-II

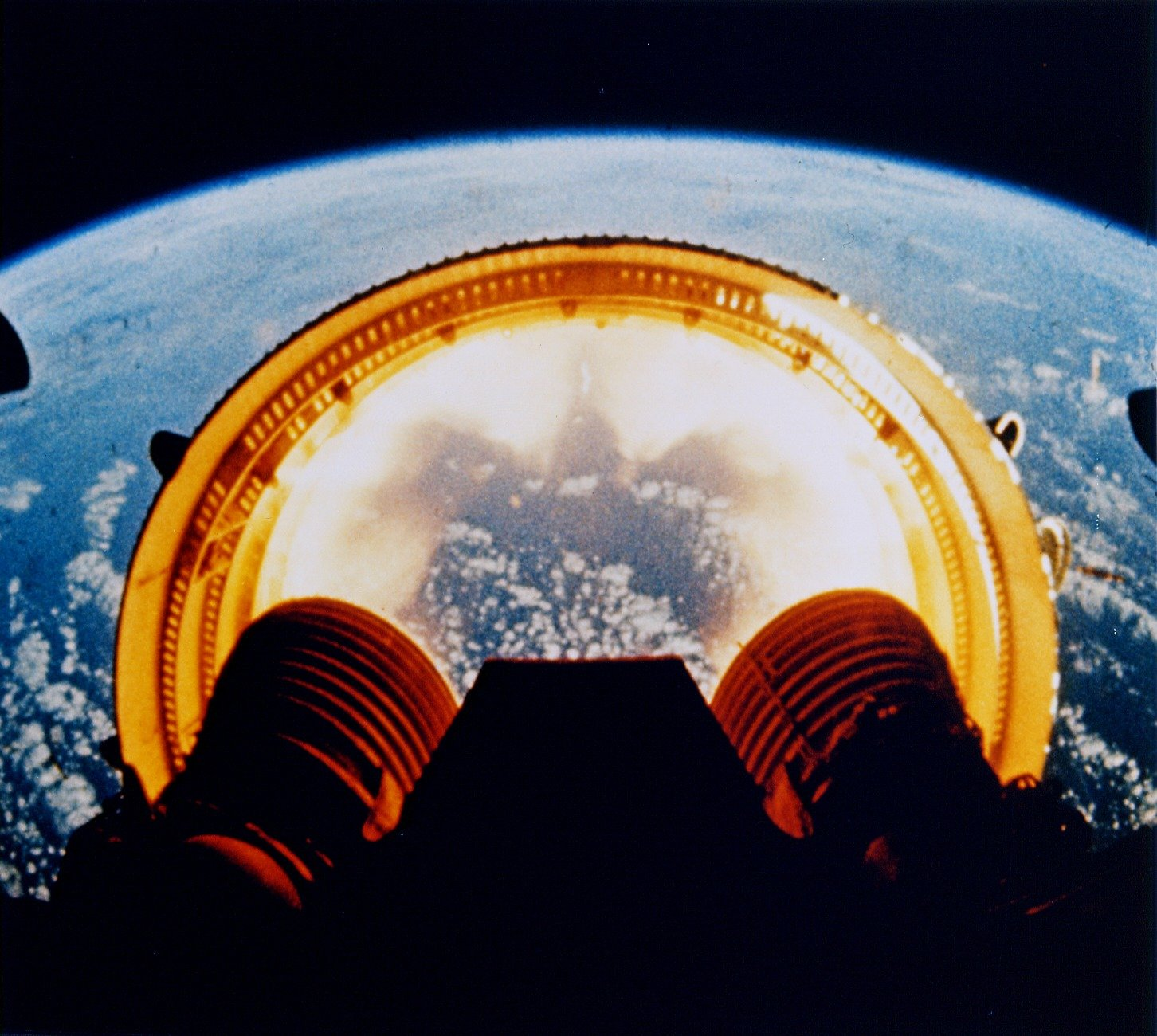
Separació de la interfase de la S-II.

Després de la seqüència de la S-IC, la segona fase S-II durava 6 minuts i impulsava al coet a 185 km d'altura i 24.600 km/h, apropant-lo a la velocitat orbital.
El segon tram tenia un procés d'ignició de dues parts.
- En la primera, vuit motors de combustible sòlid funcionaven durant quatre segons per donar una acceleració positiva, seguida pels cinc motors J-2.
- En la segona part, sobre 30 segons després de la separació amb la primera fase, la interfase posterior se separava de la S-II. Era una maniobra d'alta precisió, ja que la interfase no podia tocar als motors i només tenia un metre d'espai lliure. En aquest moment el sistema de fuita que coronava el coet era rebutjat.

Als 38 segons de l'inici de la segona fase, el control de guia del Saturn V canviava a una rutina preprogramada a la manera de guia iteratiu (o IGM), controlat per la unitat d'instruments. Uns 90 segons abans de finalitzar la segona fase, el motor central es tallava per reduir les oscil·lacions longitudinals.
En aquests moments, el cabal de LOX (oxigen líquid) disminuïa, canviant la barreja dels dos propel·lents, assegurant-se que hi hauria tan poc combustible com fos possible en finalitzar l'etapa. Això es feia amb un delta-v predeterminat.
Hi havia cinc sensors en el fons de cada tanc del S-II. Quan dos d'ells estaven descoberts, la unitat d'instruments iniciaria la seqüència d'etapa. Un segon més tard la segona fase s'interrompia i se separava; i una desena de segon després la tercera fase començava. La S-II impactava a uns 4.200 km del lloc d'enlairament.

### Seqüència de la S-IVB
El tercer tram durava una mica més de dos minuts i mig, començant a 12 minuts del llançament. La S-IVB seguia unida mentre la nau espacial orbitava al voltant de la Terra dues vegades i mitja en una òrbita d'estacionament. En aquests moments, els astronautes revisaven la nau i el coet per cerciorar-se que tot funcionava correctament.
A diferència de l'anterior separació, no hi havia una separació de dues etapes. La interfase entre les etapes la S-II i la S-IVB seguia unida a la segona fase (encara que va ser construïda com a part de la tercera fase).

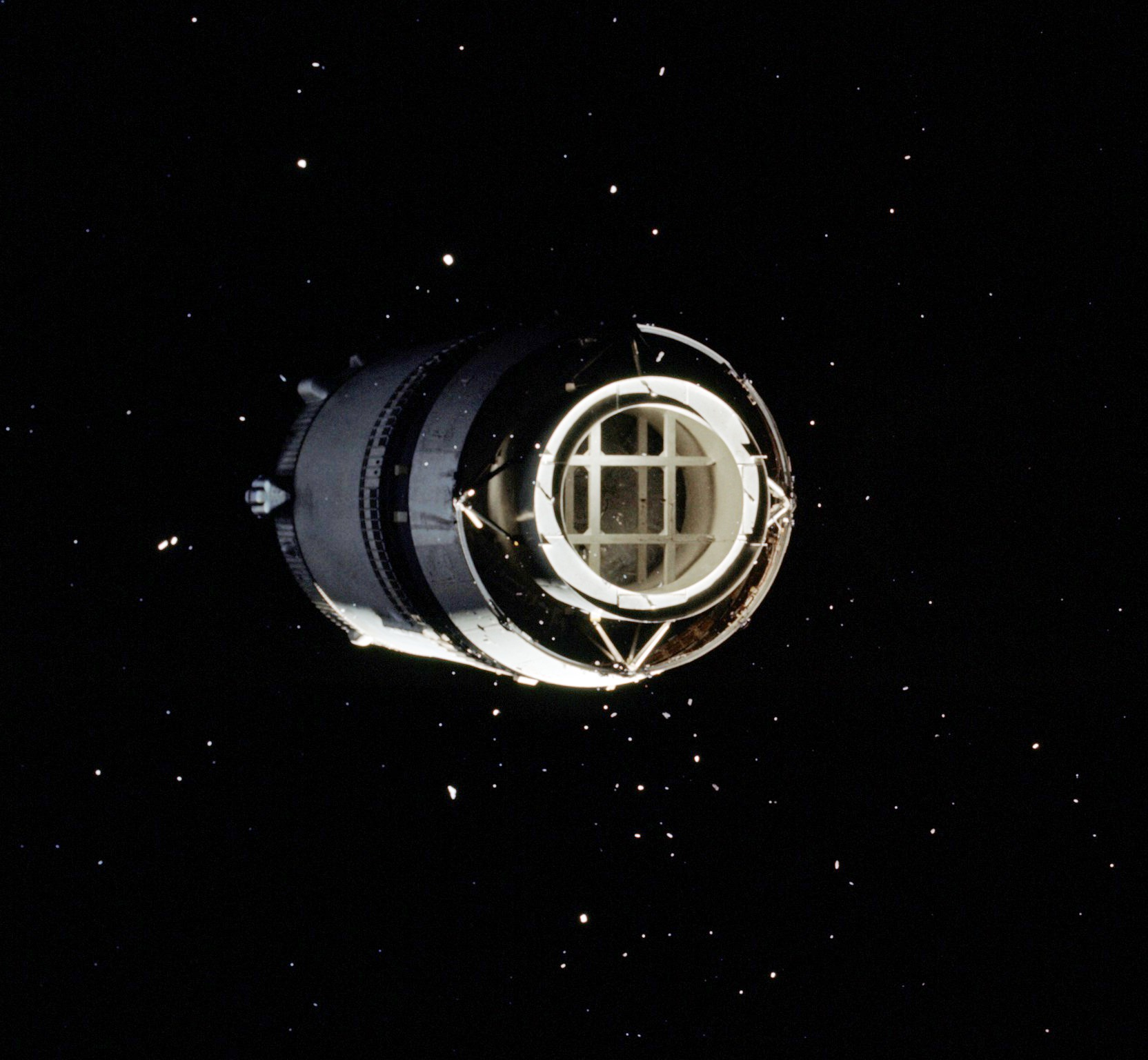
La fase S-IVB del Apollo 8 després de la seva separació amb la nau Apollo.

Als 10 minuts i 30 segons del llançament, el Saturn V estava a 164 km d'altitud i a 1.700 km del punt de llançament. Durant 5 minuts de funcionament, el motor es tallava. La nau estava en una òrbita de 1.800 per 165 km. Això era bastant baix en termes d'òrbites terrestres, i no es mantindria molt temps estable a causa del contacte entre la nau i l'atmosfera. En les missions Apollo 9 i Skylab l'òrbita hauria de ser més alta. Les següents dues revolucions i mitja en òrbita servien per comprovar els sistemes de la nau i preparar-la per a la injecció translunar (o TLI en anglès).
La TLI s'iniciava a les 2 hores i mitja del llançament, quan la tercera fase es reiniciava per impulsar la nau a la Lluna. La S-IVB funcionava gairebé 6 minuts posant la nau a una velocitat de 10 km/s, la velocitat de fuita.
Un parell d'hores després de la TLI, el mòdul de comandament i servei (CSM) de l'Apollo se separava de la tercera fase, giraria 180 graus i s'acoblaria amb el mòdul lunar (LM), que estava situat sota durant el llançament. Llavors, el CSM i el LM se separarien de la tercera fase.
Si l'etapa romangués en la mateixa trajectòria que la nau espacial podria presentar un perill més endavant per a la missió. Per tant, el combustible restant era expulsat, canviant així la seva trajectòria. Les terceres fases, des del Apollo 13 d'ara endavant, eren dirigides cap a la Lluna per impactar contra ella. Els sismòmetres deixats en ella per les missions anteriors detectaven els xocs, i la informació va ajudar a crear un mapa de l'interior del satèl·lit. Abans d'això, les etapes (excepte en l'Apollo 9 i Apollo 12) eren dirigides cap a l'òrbita lunar que les enviarien a una òrbita solar. La S-IVB de l'Apollo 9 va ser dirigida directament a una òrbita solar.
La S-IVB de l'Apollo 12, d'altra banda, va tenir una destinació diferent. El 3 de setembre de 2002, Bill Yeung va descobrir un suposat asteroide, que va ser denominat J002I3. Apareixia estar en òrbita al voltant de la Terra, i després d'una anàlisi espectral es va descobrir que estava cobert d'una pintura blanca de diòxid de titani. El mateix tipus que es feia servir en el Saturn V.
Els controladors havien planejat enviar la fase S-IVB de l'Apollo 12 a un òrbita solar, però la ignició després de la separació va durar massa temps, sense aconseguir que passés prou prop de la Lluna i acabant en una òrbita semiestable entre la Terra i la Lluna.

## Altres usos del Saturn V
L'únic llançament del Saturn V no relacionat amb el programa Apollo va ser l'enviament a òrbita de l'estació espacial Skylab. El 1968, el Programa d'aplicacions Apollo (AAP) va ser creat per realitzar possibles missions científiques amb el material sobrant de l'Apollo. El planejament principal es va centrar en la idea d'una estació espacial.
Originalment, el pla consistia a llançar una etapa del coet i després equipar-la a l'espai. Aquesta idea va ser abandonada per convertir la fase S-IVB en una estació espacial en terra i llançar-la en un Saturn V. En aquest cas, el Skylab era un tram S-IVB d'un Saturn IB, i un altre en reserva de la tercera etapa d'un Saturn V. La de reserva s'exhibeix en el Museu Nacional de l'Aire i l'Espai. Tres tripulants van viure abordo del Skylab des del 25 de maig de 1973 al 8 de febrer de 1974, mantenint-se en òrbita fins a maig de 1979.
S'esperava que el Skylab estigués en òrbita el temps suficient perquè el transbordador espacial li visités en els seus primers vols. Amb això es podria haver augmentat l'òrbita i ser utilitzat com a base per a futures estacions espacials. No obstant això, la llançadora espacial no volaria fins a 1981.
El transbordador va ser inicialment concebut com un transport de càrrega per ser utilitzat en conjunció amb el Saturn V. La llançadora manejaria la logística de l'estació espacial, mentre que el coet portaria els components. La falta de finançament per a la producció del segon Saturn V va acabar amb aquest pla, i va deixar als Estats Units sense un elevador de càrrega pesant.
Wernher von Braun i uns altres també tenia plans per a un coet que portés 8 motors F-1 en la seva primera fase, permetent el llançament d'una nau tripulada en directe ascens a la Lluna. Altres plans pel Saturn V era l'ús d'un Centaur com a fase superior. Aquestes millores haurien incrementat la seva capacitat per enviar una nau no tripulada de gran grandària o una tripulada a Mart.
La segona producció de Saturn V (si hagués ocorregut) hauria utilitzat molt probablement el motor F-1A, augmentant la capacitat d'embranzida. Altres canvis probables haurien estat el retir de les aletes, car proporcionaven poc avantatge comparats al seu pes; una primera fase S-IC allargada per suportar els motors F-1A; i motors J-2 millorats per a les etapes superiors.
El Saturn V seria també el vehicle de llançament per al programa RIFT, un motor nuclear, anomenat més tard NERVA. Les proposicions d'un coet major que el Saturn V van durar des de finals dels anys 1950 a principis de la dècada de 1980, i es denominaven genèricament Nova. Més d'una trentena de propostes van portar el nom de Nova.

## Cost
Des de 1964 a 1973, un total de 6.500 milions de dòlars USD van ser destinats al Saturn V, sent el 1966 la quantitat màxima de 1.200 milions. Una de les principals raons per a la seva cancel·lació va ser el seu alt cost. En 1966, la NASA va rebre el seu pressupost més alt de 4.500 milions USD, el 0,5% del PNB dels Estats Units d'aquell moment.

## Taula de llançaments
| Nombre de sèrie | Missió          | Data de llançament     | Notes                                                       |                 |
| --------------- | --------------- | ---------------------- | ----------------------------------------------------------- | --------------- |
| SA-501          | Apollo 4        | 9 de novembre de 1967  | Primer vol en proves                                        |                 |
| SA-502          | Apollo 6        | 4 d'abril de 1968      | Segon vol en proves                                         |                 |
| SA-503          | Apollo 8        | 21 de desembre de 1968 | Primer vol tripulat del Saturn V i òrbita lunar             |                 |
| SA-504          | Apollo 9        | 3 de març de 1969      | Proves del mòdul lunar (LM) en òrbita terrestre             |                 |
| SA-505          | Apollo 10       | 18 de maig de 1969     | Proves del mòdul lunar (LM) en òrbita lunar                 |                 |
| SA-506          | Apollo 11       | 16 de juliol de 1969   | Primer allunatge tripulat                                   |                 |
| SA-507          | Apollo 12       | 14 de novembre de 1969 | Allunatge proper al Surveyor 3                              |                 |
| SA-508          | Apollo 13       | 11 d'abril de 1970     | Missió fallida, tripulació fora de perill                   |                 |
| SA-509          | Apollo 14       | 31 de gener de 1971    | Allunatge proper al cràter Fra Mauro                        |                 |
| SA-510          | Apollo 15       | 26 de juliol de 1971   | Primer rover lunar                                          |                 |
| SA-511          | Apollo 16       | 16 d'abril de 1972     | Allunatge als monts de Descartes                            |                 |
| SA-512          | Apollo 17       | 6 de desembre de 1972  | Primer i únic llançament nocturn; final del programa Apollo |                 |
| SA-513          | Skylab 1        | 14 de maig de 1973     | Skylab de dues etapes                                       |                 |
| SA-514          | Sense utilitzar | Sense utilitzar        | Sense utilitzar                                             | Sense utilitzar |
| SA-515          | Sense utilitzar | Sense utilitzar        | Sense utilitzar                                             | Sense utilitzar |

## Miscel·lània
En l'actualitat es conserven tres coets per a la seva visita, tots disposats horitzontalment:
- En el Lyndon B. Johnson Space Center, la unió del primer tram del SA-514, la segona fase del SA-515 i la tercera del SA-513.
- En el centre espacial John F. Kennedy, format de la S-IC-T (una etapa de prova) i les dues etapes del SA-514.
- I en el O.S. Space & Rocket Center, en Alabama, a partir de les fases S-IC-D, S-II-F/D i S-IVB-D (totes etapes de proves que no es van utilitzar).

Dels tres, només el del centre espacial Johnson està compost de fases que podrien ser utilitzades per a un llançament. En l'O.S. Space & Rocket també existeix una maqueta a grandària natural. El primer tram del SA-515 es conserva en Nova Orleans, mentre que la tercera s'exhibeix en el Museu Nacional de l'Aire i l'Espai.
Existeix una llegenda urbana, encara que incerta, que els plànols del Saturn V van ser destruïts o s'han perdut. No obstant això, la realitat és que encara existeixen en format microfilm en el MSFC.
El parell màxim que pot desenvolupar un dels cotxes més potents en l'actualitat, el Bugatti Veyron, és d'uns 1250 NM, que suposa uns 20 kN de força màxima efectiva lliurada a la transmissió des del motor, considerant els 35 MN aproximats d'embranzida d'un coet Saturn, podem raonablement establir la relació de forces com 1.750 vegades favorable al coet Saturn, i establir la seva potència a l'enlairament en aproximadament 1,3 GW, que és una potència equivalent a la qual necessitaria generar un endoll que estigués connectat a 1.200 centrals tèrmiques solars simultàniament, de 10.000 metres quadrats de superfície cadascuna.